# Euploea cuneifera
Euploea cuneifera är en fjärilsart som beskrevs av Hans Fruhstorfer 1910. Euploea cuneifera ingår i släktet Euploea och familjen praktfjärilar. Inga underarter finns listade i Catalogue of Life.